# 台鋼天鷹
台鋼天鷹（英語：TSG SkyHawks）為臺灣職業排球隊，以高雄市作為球隊所在地，並成為台灣職業排球聯盟的創始球隊，球隊以高雄市鳳山體育館與國立成功大學中正堂為主場。球隊由台灣鋼鐵集團組建，該集團已擁有台灣企業甲級足球聯賽的臺南市台灣鋼鐵足球隊，職業籃球P. LEAGUE+台鋼獵鷹及中華職棒台鋼雄鷹。

## 歷史
2025年2月14日，台鋼天鷹於台灣職業排球聯盟成立記者會中宣布成立並參與聯盟賽事，由王澄緯擔任總經理，以高雄市鳳山體育館作為主場。5月21日，台鋼天鷹宣佈由翰克（Henk Gootjes）接任總教練。6月29日，台鋼天鷹舉辦記者會宣佈旅日球員陳建禎返台加入球隊，並擔任球隊首任隊長。

## 主場
台鋼天鷹從2025年起以高雄市鳳山體育館作為球隊主場。

## 外部連結
- 台鋼天鷹的Instagram帳戶
- 台鋼天鷹的Threads